# Manik Sarkar (schrijver)
Manik Sarkar (Groningen, 1973) is een Nederlandse literair vertaler, docent en schrijver. Hij verwierf bekendheid met zijn debuutroman Ossenkop, die in 2024 verscheen bij uitgeverij Hollands Diep.

## Leven en werk
Sarkar werd geboren in Groningen. Hij begon in 2002 zijn loopbaan als vertaler van literaire fictie uit het Frans en Engels. Tot zijn vertaaloeuvre behoren onder andere werken van Philippe Claudel, Laurent Binet, Joël Dicker en Emmanuel Carrère. Hij vertaalde onder meer La petite fille de Monsieur Linh, van Philippe Claudel, naar het Nederlands.
In april 2024 verscheen zijn debuutroman Ossenkop, een tragikomisch verhaal over de ambitieuze dorpsslager Rensing, dat zich afspeelt in een veranderende Nederlandse samenleving van de jaren zeventig. De roman kreeg lovende kritieken.
Sarkar is sinds 2015 als docent vertalen verbonden aan de Vertalersvakschool in Amsterdam.
In 2024 was hij jurylid van de Dr. Elly Jaffé Prijs.

## Prijzen en nominaties
In 2025 won Ossenkop de Hans Vervoort-prijs, een onderscheiding voor "verhalend proza van neerslachtige en toch opbeurende aard". De jury, bestaande uit auteur Sholeh Rezazadeh, boekhandelaar Bart Leemhuis en literatuurcriticus Arjan Peters, zegt over het boek: “Slager Rensing is een vakman, maar mist het talent voor de omgang met mensen. De tijdgeest en de omzet maken het er niet makkelijker op voor deze ambachtsman in een dorp. Het verhaal van debutant Sarkar (1973), tot dusver bekend als vertaler, laat je verdwalen in het ongemak, en dwingt jou om er bij te blijven, ook als je liever zou weggaan.”
In datzelfde jaar werd Sarkar onderscheiden met de prijs voor het Beste Groninger Boek.6 De roman werd tevens genomineerd voor de Libris Literatuur Prijs, de Bronzen Uil en de Hebban Debuutprijs.